# Viver Sertanejo
Viver Sertanejo é um programa de televisão brasileiro, do gênero talk show, produzido pela TV Globo e exibido nas manhãs de domingo desde 15 de dezembro de 2024. É apresentado por Daniel e conta com a produção de Nathalia Pinha, produção executiva de Anelise Franco, direção artística de Gian Carlo Bellotti e direção de gênero de Monica Almeida.

## Enredo
Daniel recebe os convidados num sítio de sua propriedade em Brotas, interior de São Paulo, para um bate-papo descontraído.

## Episódios
| Episódio | Data de exibição        | Convidados                                                                     |
| -------- | ----------------------- | ------------------------------------------------------------------------------ |
| 1        | 15 de dezembro de 2024  | Lauana Prado, As Marcianas                                                     |
| 2        | 22 de dezembro de 2024  | Chitãozinho & Xororó                                                           |
| 3        | 29 de dezembro de 2024  | Guilherme & Santiago, Guilherme & Benuto                                       |
| 4        | 5 de janeiro de 2025    | César Menotti & Fabiano, Lourenço & Lourival, Gauchinha                        |
| 5        | 12 de janeiro de 2025   | Zé Henrique & Gabriel, Day & Lara, Fátima Leão, Tierry, Grelo                  |
| 6        | 19 de janeiro de 2025   | Gian & Giovani, Edson & Hudson                                                 |
| 7        | 26 de janeiro de 2025   | Rionegro & Solimões, Luan Pereira                                              |
| 8        | 2 de fevereiro de 2025  | Maiara & Maraisa, Mari Fernandez                                               |
| 9        | 9 de fevereiro de 2025  | Rick & Renner, Trio Parada Dura                                                |
| 10       | 16 de fevereiro de 2025 | Bruna Viola, Renato Teixeira, Sérgio Reis                                      |
| 11       | 23 de fevereiro de 2025 | Michel Teló, Baitaca, Yasmin Santos                                            |
| 12       | 2 de março de 2025      | João Neto & Frederico, Felipe Araújo                                           |
| 13       | 9 de março de 2025      | Gino & Geno, Israel & Rodolffo                                                 |
| 14       | 16 de março de 2025     | Roberta Miranda, Gustavo Mioto                                                 |
| 15       | 23 de março de 2025     | Cezar & Paulinho, João Bosco & Vinícius                                        |
| 16       | 30 de março de 2025     | Ana Castela, Paula Fernandes                                                   |
| 17       | 6 de abril de 2025      | Matogrosso & Mathias, Felipe & Rodrigo                                         |
| 18       | 13 de abril de 2025     | Fernando & Sorocaba, Milionário & Moyses Rico                                  |
| 19       | 20 de abril de 2025     | Marcos & Belutti, Meire Galvão & Mário Campanha                                |
| 20       | 27 de abril de 2025     | Lima Duarte, Renato Teixeira                                                   |
| 21       | 4 de maio de 2025       | César Augusto, Peninha, Bruno César & Rodrigo, Márcia Araújo, Rayane & Rafaela |
| 22       | 11 de maio de 2025      | Maria Cecília, Thaeme Mariôto, Jayne                                           |
| 23       | 18 de maio de 2025      | Althair & Alexandre, Diego & Victor Hugo                                       |
| 24       | 25 de maio de 2025      | Ralf, Mayck & Lyan                                                             |
| 25       | 1 de junho de 2025      | Henrique & Juliano                                                             |
| 26       | 8 de junho de 2025      | Zé Neto & Cristiano, Paraná                                                    |
| 27       | 15 de junho de 2025     | Zé Neto & Cristiano, Paraná                                                    |
| 28       | 22 de junho de 2025     | Amelinha, João Gomes, Manu Bahtidão, Zé Vaqueiro                               |
| 29       | 29 de junho de 2025     | Luiza Martins, Naiara Azevedo                                                  |
| 30       | 6 de julho de 2025      | Bruno & Marrone                                                                |
| 31       | 13 de julho de 2025     | Bruno & Marrone                                                                |
| 32       | 20 de julho de 2025     | Clayton & Romário, Teodoro & Sampaio                                           |
| 33       | 27 de julho de 2025     | Di Paullo & Paulino, Henrique & Diego                                          |
| 34       | 3 de agosto de 2025     | Luciano Camargo, André & Felipe                                                |
| 35       | 10 de agosto de 2025    | Seu José Camillo, Aline, Lara, Luiza, Olívia                                   |
| –        | 17 de agosto de 2025    | Reexibição do episódio 3                                                       |
| 36       | 24 de agosto de 2025    | Edson & Hudson, Jeronimo Muzetti, Matogrosso & Mathias                         |

## Produção
Em outubro de 2024, a TV Globo anunciou que Daniel apresentaria um novo programa nas manhãs de domingo. Para acomodar a atração, a emissora promoveu uma modificação na programação, alocando o Globo Rural  (que costuma marcar altas médias na casa dos 9 e 10 pontos no início da manhã) na faixa das 8h40, antecedendo o Viver Sertanejo que ocuparia a faixa das 10h15. Enquanto isso o Esporte Espetacular seria exibido na sequência na faixa das 11h, enquanto a série Magnum P.I. e a Temperatura Máxima seriam movidos para a faixa das 13h, deixando o horário das 12h30, que ocupavam desde 2021. Com as mudanças, o Auto Esporte foi transferido para ás 8h05.
Antes do Viver Sertanejo, a TV Globo já possuía um projeto voltado à música sertaneja, sendo ele o Bem Sertanejo, que era apresentado por Michel Teló, exibido como um quadro do Fantástico em 2014 para promover o lançamento do álbum do cantor no mesmo ano. Mas, devido ao sucesso, a atração foi renovada para mais duas temporadas dentro da revista eletrônica dominical, sendo exibido em 2017 e 2019, além de um especial em 2015.

## Exibição
Inicialmente, o programa seria dividido por temporadas, com a primeira se encerrando no dia 30 de março de 2025. Mas, devido a grande repercussão, somada aos bons índices (entre 9 e 11 pontos), superando a audiência do Esporte Espetacular (que costumava registrar entre 6 e 7 pontos), a atração passou a ser fixa na grade dominical da Globo.